# Au pair
Au pair (из французского, читается как о пер [oˈpɛʀ], буквально переводится как обоюдный) — термин, применяемый для обозначения молодых людей, живущих в чужой стране или чужом регионе в принявшей их семье и делающих определённую работу (чаще всего занимающиеся воспитанием детей). В качестве компенсации они получают питание, помещение (комнату) для проживания и карманные деньги на расходы, а также возможность выучить язык на курсах (в зависимости от страны такие языковые курсы оплачиваются принимающей семьёй или самой Au pair) и познакомиться с культурой принимающей их страны или региона.
Де-факто такая традиция существует со времени окончания Второй мировой войны, де-юре Советом Европы принято «Европейское соглашение про AUPAIR устройство». Данный европейский документ создал и регулирует программу AU-PAIR в Европе.

## Обязанности Au Pair в принимающей семье
Основной обязанностью Au Pair будет забота о детях. Занятость участников обычно составляет от 20 до 45 часов в неделю, в зависимости от страны. Семьям необходимо уважать график Au Pair, чтобы он/она также могли посещать языковые курсы и по собственному желанию распоряжаться свободным временем.
Ниже указаны основные обязанности Au Pair:
- Играть с детьми
- Отводить детей в школу и на кружки
- Готовить детям простую еду (например, завтрак и ужин)
- Поддерживать порядок в комнате детей
- Гладить детские вещи
- Помогать детям с домашним заданием
- Помощь детям принимающей семьи с личной гигиеной (чистка зубов, смена подгузников и т. д.)
- Укладывать детей спать
- Делать покупки по мелочам
- Складывать посуду в посудомоечную машину[3]

## Что НЕ входит в обязанности Au Pair
Основной целью программы является культурный обмен. Au Pair не является няней или домработницей, поэтому он/она не может отвечать за всю работу по дому. Ниже представлены примеры заданий, которые Au Pair не обязан выполнять во время программы:  
- Готовить еду для всей семьи
- Убирать весь дом или работать в саду
- Мыть машину
- Стирать и гладить вещи для всей семьи
- Мыть окна
- Присматривать за детьми родственников
- Заботиться о домашних животных, если это не оговаривалось заранее[3]

## Программа Au Pair в Англии
Краткий обзор Au Pair в Англии
- Возраст: от 18 до 30 лет.
- Продолжительность программы: не меньше 3-х месяцев и не больше 24-х месяцев. Как правило, 10-12 месяцев.
- Рабочий график составляет 25-30 часов в неделю.
- Выходные и отпуск: участникам выделяется одна неделя оплачиваемого отпуска в течение 6 месяцев работы или две недели в течение 12 месяцев. У участников есть 1,5 выходных дня в неделю и все официальные календарные праздники. Участники могут использовать свободное время для изучения иностранного языка, путешествий, посещению культурных мероприятий, которые сделают опыт Au Pair насыщеннее.
- Условия работы: проживание, питание и деньги на карманные расходы в размере 70-85 фунтов в неделю предоставляет семья.
- Страхование: участники с гражданством ЕС могут оформить Европейскую карту медицинского страхования. Гражданам других стран необходимо оформить частное страхование до прибытия в Великобританию.
- Визовые требования: жителям стран Европейского Союза не нужна виза для посещений и проживания в Великобритании. Участникам нужно действующее удостоверение личности. Граждане других стран могут приехать в Великобританию по программе Мобильности Молодежи — Tier 5 или по студенческой визе.

## Программа Au Pair в Германии
Основные условия программы Au Pair в Германии:
- Возраст участников от 18 до 27 лет включительно;
- Владеть достаточным уровнем иностранного языка для общения с детьми и их родителями (на уровне А1 по Европейской классификации);
- Обладать высоким уровнем коммуникативных навыков;
- Не состоять в браке и не иметь детей;
- Не состоять в родственных связях с приглашающей семьёй;
- Не иметь вредных привычек;
- В программе могут принимать участия как девушки, так и юноши;
- Уход за детьми и лёгкая домашняя работа 30 часов в неделю;
- Бесплатное проживание в семье (отдельная комната);
- Полное бесплатное питание;
- Один выходной день в неделю;
- Обязательное бесплатное страхование на случай болезни и от несчастных случаев;
- Языковые курсы и уникальная возможность учить иностранный язык путём внедрения в языковую среду;
- Участник получает деньги на карманные расходы в размере 280 евро в месяц;
- 4 недели оплачиваемого отпуска;
- Длительность программы: 6 месяцев — 1 год;
- Быть готовым к выполнению повседневных несложных обязанностей по дому — наводить порядок в детской комнате, гладить и стирать детское бельё, готовить простейшие блюда для себя и детей;
- Наличие водительских прав приветствуется.

## Программа Au Pair в Канаде
Условия программы Au Pair в Канаде:
- Возраст от 18 до 30 лет;
- Не состоять в браке и не иметь детей;
- Базовые знания английского или французского;
- Опыт по уходу за детьми;
- Возможность оплатить транспортные расходы для прибытия в Канаду;
- Отсутствие канадской рабочей визы раннее;
- Длительность программы: 6-12 месяцев, Au Pair на лето: 2-3 месяца;
- Визовые требования: Для граждан Австралии, Австрии, Бельгии, Чили, Коста-Рики, Хорватии, Чехии, Дании, Эстонии, Франции, Германии, Греции, Гонконга, Ирландии, Италии, Японии, Южной Кореи, Латвии, Литвы, Нидерландов, Новой Зеландии, Норвегии, Польши, Словакии, Словении, Испании, Швеции, Тайваня, Великобритании нужна рабочая виза (Working Holiday Visa). Граждане других стран могут воспользоваться программой по уходу (Caregiver program).

## Программа Au Pair в США
Международная программа Au Pair была разработана в 1986 году как образовательный и культурный обмен с элементами ухода за детьми. Участники программы находятся в США от 12 до 24 месяцев и заботятся о детях принимающей американской семьи. В то же время, Au Pair обязаны получить 70-80 часов обучения.
Название программы «Au Pair» переводится с французского как «на равных», поскольку принимающая семья рассматривает участника программы как члена семьи.
Для участника предоставляют отдельную спальню, пищу, вознаграждение, близкое к минимальной заработной плате, полтора свободных дня еженедельно плюс полный уикенд от каждого месяца, две недели оплаченных каникул, и первые 500$ к затратам на учёбу. Au Pair не должны работать больше чем 10 часов в день и 45 часов в неделю.
Также в августе 2001 была создана программа EduCare для семей с детьми школьного возраста, требующих ограниченной помощи в заботе о детях. Участники программы Au Pair, входящие также в программу EduCare, не могут находиться в семьях, имеющих детей дошкольного возраста.
Контактами между принимающими семьями и участником программы Au Pair занимаются спонсирующие организации, которые проверяют информацию о кандидатах и принимающих семьях, проводят собеседование с участниками программ для определения уровня английского и пригодности участвовать в программе.
Эти организации должны ежегодно высылать в Госдепартамент копии рекламы и материалов для привлечения людей в программу Au Pair, а также предоставлять отчёты о всех жалобах и решениях этих проблем, о всех ситуациях со сменой семьи.
Требования к участникам программы Au Pair в США:
- возраст от 18 до 27;
- наличие опыта ухода за детьми. Опыт работы с детьми до 2х лет (не менее 200 часов) приветствуется;
- время по уходу за детьми не менее 45 часов в неделю (но не более 10 часов в день) во время пребывания в США;
- законченное среднее образование или его эквивалент;
- достаточный разговорный уровень английского (уровень не ниже Intermediate);
- отсутствие судимости по уголовному кодексу;
- наличие водительских прав и опыт вождения приветствуются (во многих агентствах является обязательным условием участия в программе).

## Программа Au Pair во Франции
Краткий обзор Au Pair во Франции
- Возраст участников от 18 до 26 лет включительно;
- Продолжительность программы составляет от 6 до 12 месяцев;
- Во время программы участникам предоставляется бесплатное проживание, питание в семье плюс деньги на карманные расходы в размере 280 евро ежемесячно;
- Уход за детьми и другая домашняя занятость не должны превышать 30 часов в неделю;
- Знание французского приветствуется, хорошее знание английского обязательно;
- Во время программы у участников будет возможность посещать языковые курсы;
- Участникам выделяется одна оплачиваемая неделя отпуска в течение 6-месячного пребывания, а также 1,5 выходных дня в неделю;
- Страхование: Участники из стран ЕС могут оформить Европейскую карточку медицинского страхования. Для не граждан ЕС следует оформить разрешение на работу. По получению Вы будете автоматически зарегистрированы в программе Социального Страхования Франции;
- Виза: Гражданам ЕС, ЕЭЗ, Швейцарии, Андорры, Ватикана, Сан-Марино и Монако достаточно действующего паспорта для работы во Франции как Au Pair. Гражданам других стран необходимо подавать заявку на визу.
- Личностные характеристики: Вы здоровы, не курите, любите проводить время с детьми, у Вас нет своих детей.